# Stor-Stalltjärnen
Stor-Stalltjärnen är en sjö i Härjedalens kommun i Härjedalen och ingår i Ljusnans huvudavrinningsområde. Sjön har en area på 0,117 kvadratkilometer och ligger 668,2 meter över havet. Sjön avvattnas av vattendraget Fittjebäcken.

## Delavrinningsområde
Stor-Stalltjärnen ingår i det delavrinningsområde (694461-137095) som SMHI kallar för Mynnar i Särvan. Medelhöjden är 689 meter över havet och ytan är 11,32 kvadratkilometer. Det finns inga avrinningsområden uppströms utan avrinningsområdet är högsta punkten. Fittjebäcken som avvattnar avrinningsområdet har biflödesordning 3, vilket innebär att vattnet flödar genom totalt 3 vattendrag innan det når havet efter 350 kilometer. Avrinningsområdet består mestadels av skog (51 procent) och sankmarker (40 procent). Avrinningsområdet har 0,12 kvadratkilometer vattenytor vilket ger det en sjöprocent på 1 procent.